# گوشت گاو

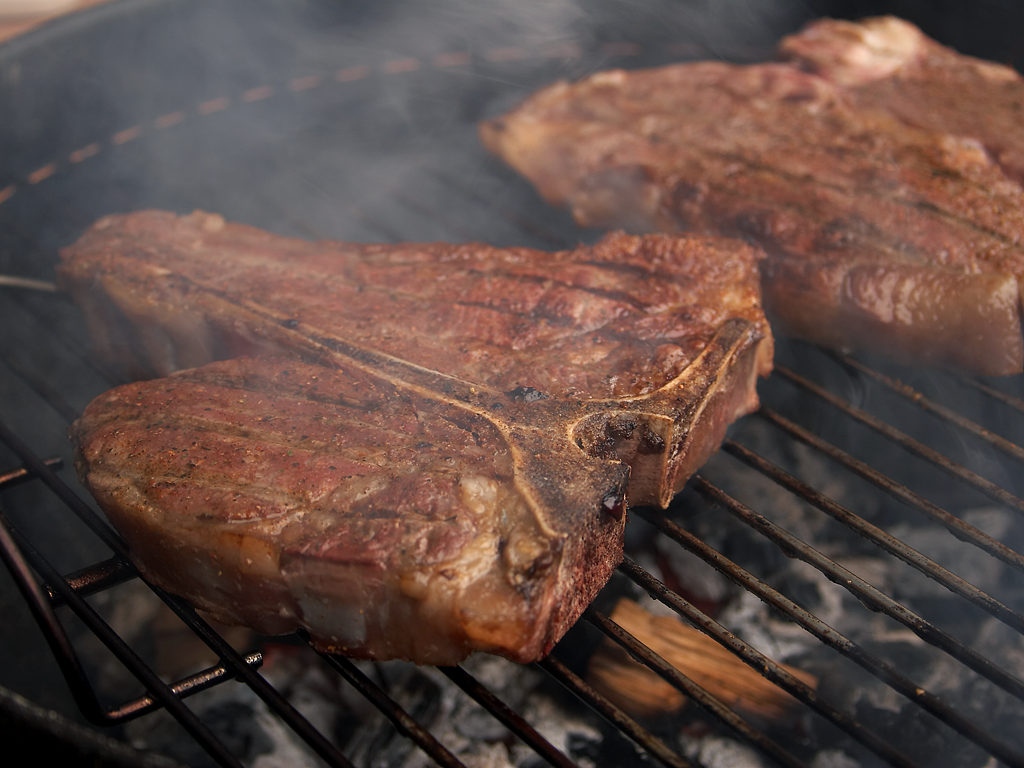
گوشت گاو

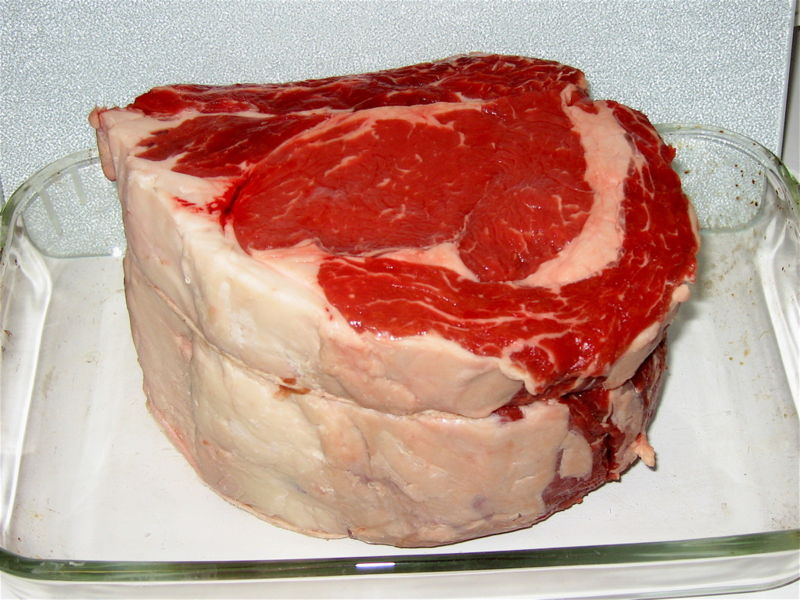

گوشت گاو (به انگلیسی: beef) گوشتی است که به‌طور عمده در غذای شهروندان ایالات متحده، آرژانتین، چین، برزیل، خاورمیانه، استرالیا، اروپا و همچنین آفریقا و بخش‌هایی از آسیای شرقی استفاده می‌شود. در برخی مذاهب و فرهنگ‌ها مانند مذهب هندو و فرهنگ هندی گوشت گاو حرام است.
گوشت گاو پس از گوشت خوک و گوشت مرغ سومین گوشت پرمصرف در جهان است. ایالات متحده، برزیل و چین سه مصرف‌کننده بزرگ گوشت گوساله و گاو هستند. در سال ۲۰۰۹ سرانه مصرف گوشت گاو برای هر فرد آرژانتینی ۶۴٫۴ کیلوگرم، در ایالات متحده آمریکا ۴۰٫۲ کیلوگرم و در اروپا فقط ۱۶٫۹ کیلوگرم بوده‌است.
بزرگترین صادرکنندگان گوشت گاو کشورهای برزیل، استرالیا و آمریکا هستند.

## ارزش غذایی
گوشت گاو منبع خوبی از پروتئین، چربی و مواد معدنی مانند روی، سلنیوم، فسفر، آهن و ویتامین‌های گروه بی است.

### تاثیر بر سلامت
اثبات شده‌است که مصرف بیش از حد گوشت قرمز فرآوری شده خطر ابتلا به سرطان روده بزرگ و دیگر سرطان‌ها را افزایش می‌دهد.

## منع مذهبی

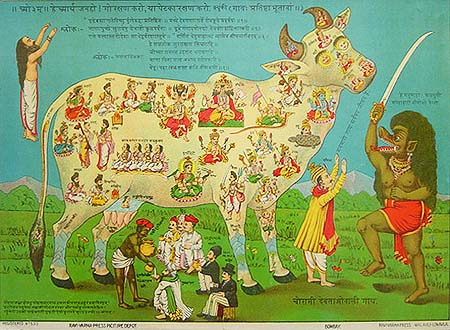
در داخل گاو تصاویری از خدایان و الهه های اصلی هندو کشیده شده است.

هندوها و بودایی‌های هند به‌طور کلی کشتن گاو و خوردن گوشت آن را حرام می‌دانند. گاو در فرهنگ هندی مقدس شمرده می‌شود.
کاتولیک‌ها در ایام روزه به‌طور سنتی خوردن گوشت و غذاهای گوشتی را ترک می‌کنند. پاپ ششم قبلاً اعلام کرده بود خوردن گوشت در همه روزهای جمعه ممنوع است اما بعداً پاپ تجدید نظر کرد و خوردن گوشت را در چهارشنبه و جمعه ایام روزه ممنوع کرد.
یهودی‌ها نیز در ۹ روزی که در سال روزه می‌گیرند از خوردن گوشت و نوشیدن شراب پرهیز می‌کنند.